# The Kiss of Judas
«The Kiss of Judas» es la primera canción del disco Visions de Stratovarius de la cual hicieron un videoclip en 1997 dirigido por "Soko Kaukoranta" por la compañía "T&T Records". Esta canción habla sobre el beso de Judas, haciendo alusión a la traición que Judas hizo a Jesús. 

## Lista de canciones
1. «The Kiss of Judas» - 5:49
2. «Black Diamond» - 5:39
3. «The Kiss of Judas» (Demo Versión) - 5:41
4. «Uncertainty» (Live) - 5:59
5. «4th Reich» (Live) - 5:52

## Personal
- Timo Kotipelto - Vocals
- Timo Tolkki - Guitars
- Jari Kainulainen - Bass
- Jens Johansson - Keyboards
- Jörg Michael - Drums